# Lijst van Stolpersteine in Heiloo

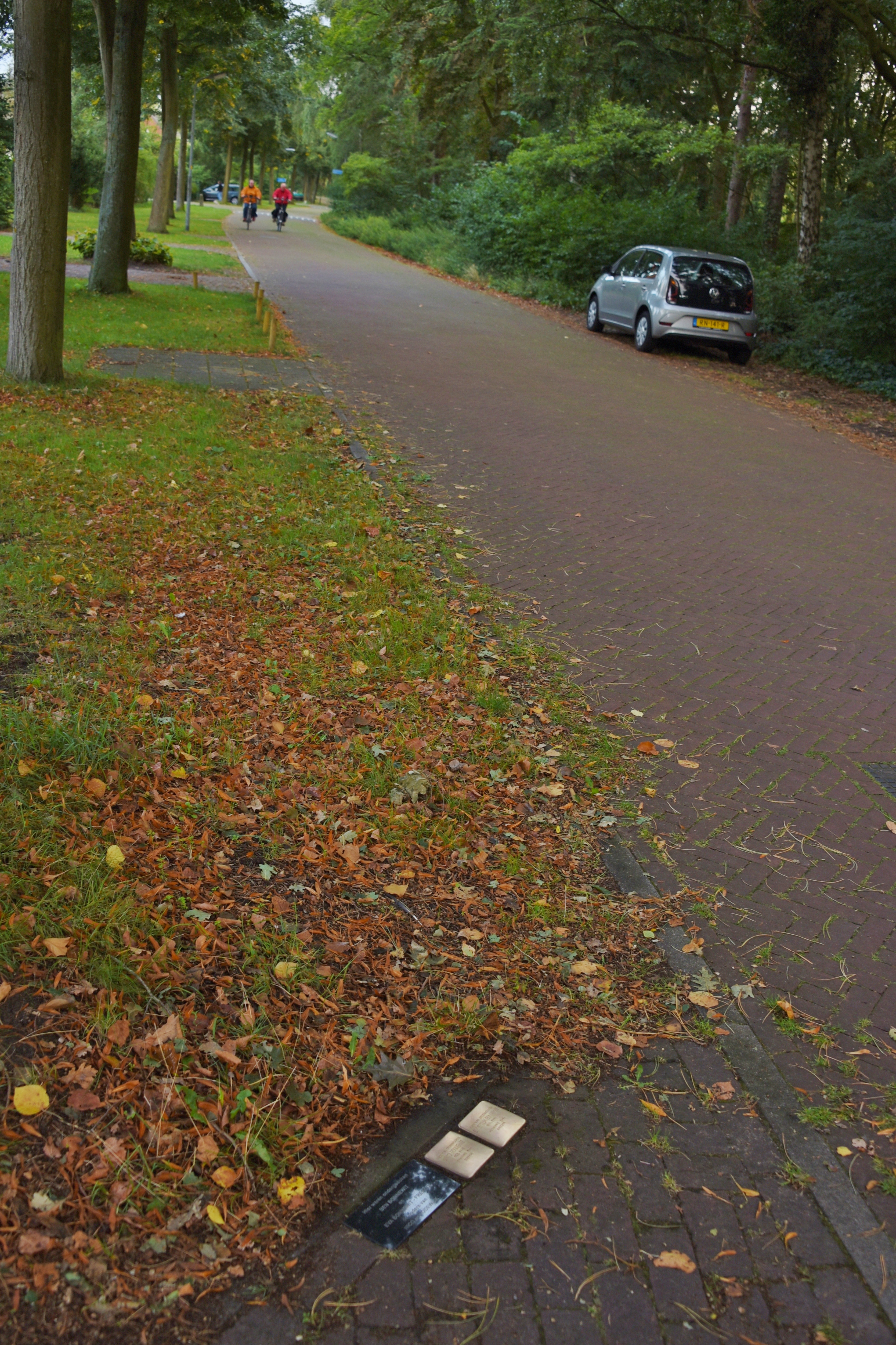
Stolpersteine in Heiloo voor de twee broertjes Bonnewit, Lodewijk en Nico

De lijst van Stolpersteine in Heiloo geeft een overzicht van de gedenkstenen in de gemeente Heiloo in de Nederlandse provincie Noord-Holland die zijn geplaatst in het kader van het Stolpersteine-project van de Duitse beeldhouwer-kunstenaar Gunter Demnig.
Stolpersteine zijn opgedragen aan slachtoffers van het nationaalsocialisme, al diegenen die zijn vervolgd, gedeporteerd, vermoord, gedwongen te emigreren of tot zelfmoord gedreven door het nazi-regime. Demnig legt voor elk slachtoffer een aparte steen, meestal voor de laatste zelfgekozen woning.
Omdat het Stolpersteine-project doorloopt, kan deze lijst onvolledig zijn.

## Stolpersteine
In de gemeente Heiloo liggen 26 Stolpersteine.

### Heiloo
In Heiloo liggen 26 Stolpersteine op tien adressen.
| Afbeelding | Inscriptie                                                                             | Adres                  | Herdachte persoon                           |
| ---------- | -------------------------------------------------------------------------------------- | ---------------------- | ------------------------------------------- |
|            | HIER WAS ONDERGEDOKEN LODEWIJK BONNEWIT GEB. 1940 VERMOORD 1943 SOBIBOR                | Spoorlaan 4            | Lodewijk Bonnewit (1940-1943)               |
|            | HIER WAS ONDERGEDOKEN NICO BONNEWIT GEB. 1936 VERMOORD 1943 SOBIBOR                    | Spoorlaan 4            | Nico Bonnewit (1936-1943)                   |
|            | HIER WOONDE FLORA GOLDEMANN-LION GEB. 1893 VERMOORD 1943 AUSCHWITZ                     | Rector Frederiklaan 24 | Flora Goldemann-Lion (1893-1943)            |
|            | HIER WOONDE EMMA HEKSTER- VOGELSTEIN GEB. 1880 VERMOORD 1943 SOBIBOR                   | Rector Frederiklaan 24 | Emma Hekster-Vogelstein (1880-1943)         |
|            | HIER WOONDE WERNER JOSEPH GEB. 1928 VERMOORD 1943 SOBIBOR                              | Van Foreestlaan 10     | Werner Joseph (1928-1943)                   |
|            | HIER WOONDE LEONARD JULIUS KAAS GEB. 1906 VERMOORD 1942 AUSCHWITZ-BIRKENAU             | Rector Frederiklaan 24 | Leonard Julius Kaas (1906-1942)             |
|            | HIER WOONDE JOSEPHINE LOEZA GEB. 1875 VERMOORD 1942 AUSCHWITZ                          | Van Foreestlaan 10     | Josephine Loeza (1875-1942)                 |
|            | HIER WOONDE JOSEPH MOSSEL GEB. 1897 VERMOORD 1945 BERGEN-BELSEN                        | Van Foreestlaan 10     | Joseph Mossel (1897-1945)                   |
|            | HIER WOONDE ELSE MOSSEL- BÜCHENBACHER GEB. 1900 VERMOORD 1945 BERGEN-BELSEN            | Van Foreestlaan 10     | Else Mossel-Büchenbacher (1900-1945)        |
|            | HIER WOONDE MOSES PACH GEB. 1901 VERMOORD 1943 SOBIBOR                                 | Kennemerstraatweg 508  | Moses Pach (1901-1943)                      |
|            | HIER WOONDE NELLY PACH GEB. 1933 VERMOORD 1943 SOBIBOR                                 | Kennemerstraatweg 508  | Nelly Pach (1933-1943)                      |
|            | HIER WOONDE ROSA PACH GEB. 1926 VERMOORD 1943 SOBIBOR                                  | Kennemerstraatweg 508  | Rosa Pach (1926-1943)                       |
|            | HIER WOONDE SAARTJE PACH-PIEROTTO GEB. 1900 VERMOORD 1943 SOBIBOR                      | Kennemerstraatweg 508  | Saartje Pach-Pierotto (1900-1943)           |
|            | HIER WOONDE DEBORA SAMUËLS ROOS GEB. 1894 VERMOORD 1944 AUSCHWITZ                      | Kennemerstraatweg 558  | Debora Samuëls Roos (1894-1944)             |
|            | HIER WOONDE ISABELLA LOUISE SONÉPOUSE GEB. 1921 VERMOORD 1943 SOBIBOR                  | Holleweg 27            | Isabella Louise Sonépouse (1921-1943)       |
|            | HIER WOONDE LILY ALIDA SONÉPOUSE GEB. 1924 VERMOORD 1942 AUSCHWITZ                     | Holleweg 27            | Lily Alida Sonépouse (1924-1942)            |
|            | HIER WOONDE LOUIS SONÉPOUSE GEB. 1884 VERMOORD 1943 AUSCHWITZ                          | Holleweg 27            | Louis Sonépouse (1884-1943)                 |
|            | HIER WOONDE ALIDA JOSINA SONÉPOUSE- VELLEMAN GEB. 1890 VERMOORD 1943 AUSCHWITZ         | Holleweg 27            | Alida Josina Sonépouse-Velleman (1890-1943) |
|            | HIER WAS ONDERGEDOKEN IDA SCHWAITZAR GEB. 1916 VERMOORD 1945 BERGEN-BELSEN             | Korte Kapellaan 10     | Ida Schwaitzar (1916-1945)                  |
|            | HIER WAS ONDERGEDOKEN WOLF SCHWAITZAR GEB. 1890 VERMOORD 1944 AUSCHWITZ                | Korte Kapellaan 10     | Wolf Schwaitzar (1890-1944)                 |
|            | HIER WAS ONDERGEDOKEN ESTHER SCHWAITZAR-KAN GEB. 1890 VERMOORD 1944 AUSCHWITZ          | Korte Kapellaan 10     | Esther Schwaitzar-Kan (1890-1944)           |
|            | IN HEILOO WAS ONDERGEDOKEN JACOB VOORZANGER GEB. 1883 GEVLUCHT IN DE DOOD 1943         | Dokterslaan            | Jacob Voorzanger (1883-1943)                |
|            | IN HEILOO WAS ONDERGEDOKEN ELISABETH VOORZANGER-LAM GEB. 1885 GEVLUCHT IN DE DOOD 1943 | Dokterslaan            | Elisabeth Voorzanger-Lam (1885-1943)        |
|            | HIER WAS ONDERGEDOKEN FIMI DE VRIES GEB. 1935 VERMOORD 1943 SOBIBOR                    | Heerenweg 95           | Fimi de Vries (1935-1943)                   |
|            | HIER WAS ONDERGEDOKEN JACOB ZADOK DE VRIES GEB. 1909 VERMOORD 1943 SOBIBOR             | Heerenweg 95           | Jacob Zadok de Vries (1909-1943)            |
|            | HIER WAS ONDERGEDOKEN ROZA DE VRIES-LEEUWE GEB. 1911 VERMOORD 1943 SOBIBOR             | Heerenweg 95           | Roza de Vries-de Leeuwe (1911-1943)         |

## Data van plaatsingen
- 12 februari 2017: 21 Stolpersteine op Dokterslaan, Heerenweg 95, Holleweg 27, Kennemerstraatweg 508, Rector Frederiklaan 24, Spoorlaan 4, Van Foreestlaan 10
- 6 oktober 2018: vijf Stolpersteine op Kennemerstraatweg 558, Korte Kapellaan 10, Rector Frederiklaan 24 (1 toegevoegd)